# Lac Torneträsk
Le lac Torneträsk (en same du Nord : Duortnosjávri) est un lac situé dans la commune de Kiruna en Laponie, au nord de la Suède. 
Avec une surface de 330 km2 et une profondeur de 168 m, c'est le deuxième plus profond lac de Suède (après Hornavan) et le sixième ou septième plus grand. Le lac a été formé par un surcreusement glaciaire, ce qui explique sa forme tout en longueur. Il est alimenté par plusieurs rivières dont en particulier Abiskojåkka, et s'écoule ensuite par le fleuve Torne. Le lac est longé par la route européenne 10 et la ligne de chemin de fer Malmbanan. Le lac était auparavant une réserve de biosphère mais il fut déclassé en 2010.

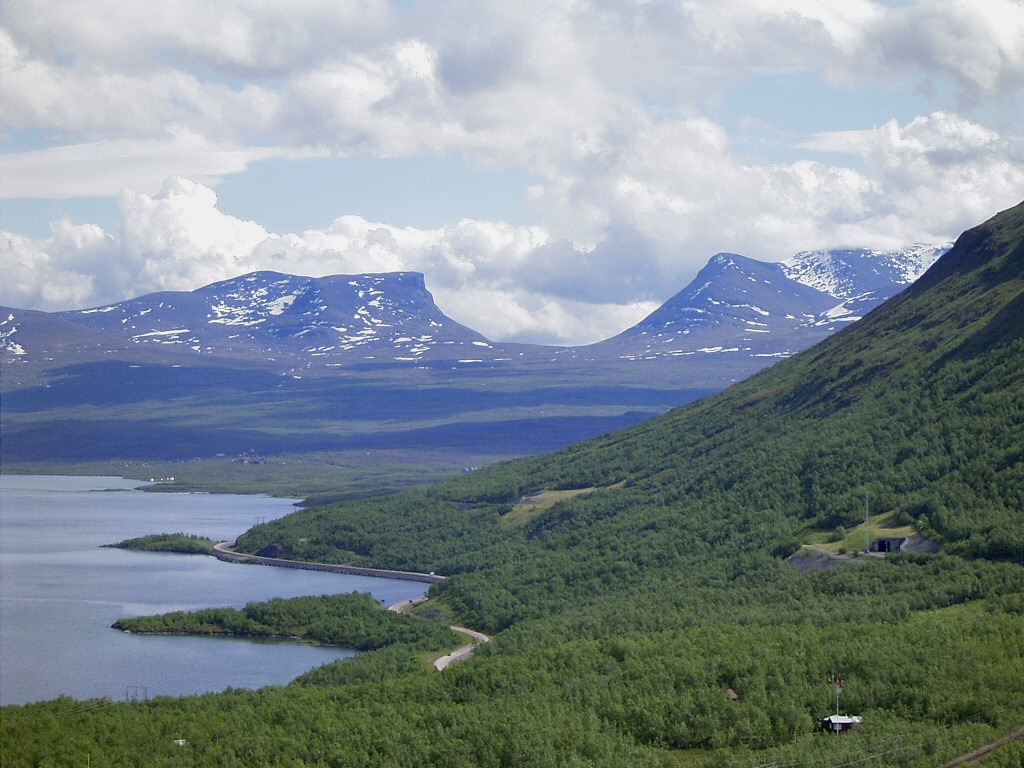
Le lac avec Lapporten en arrière-plan.
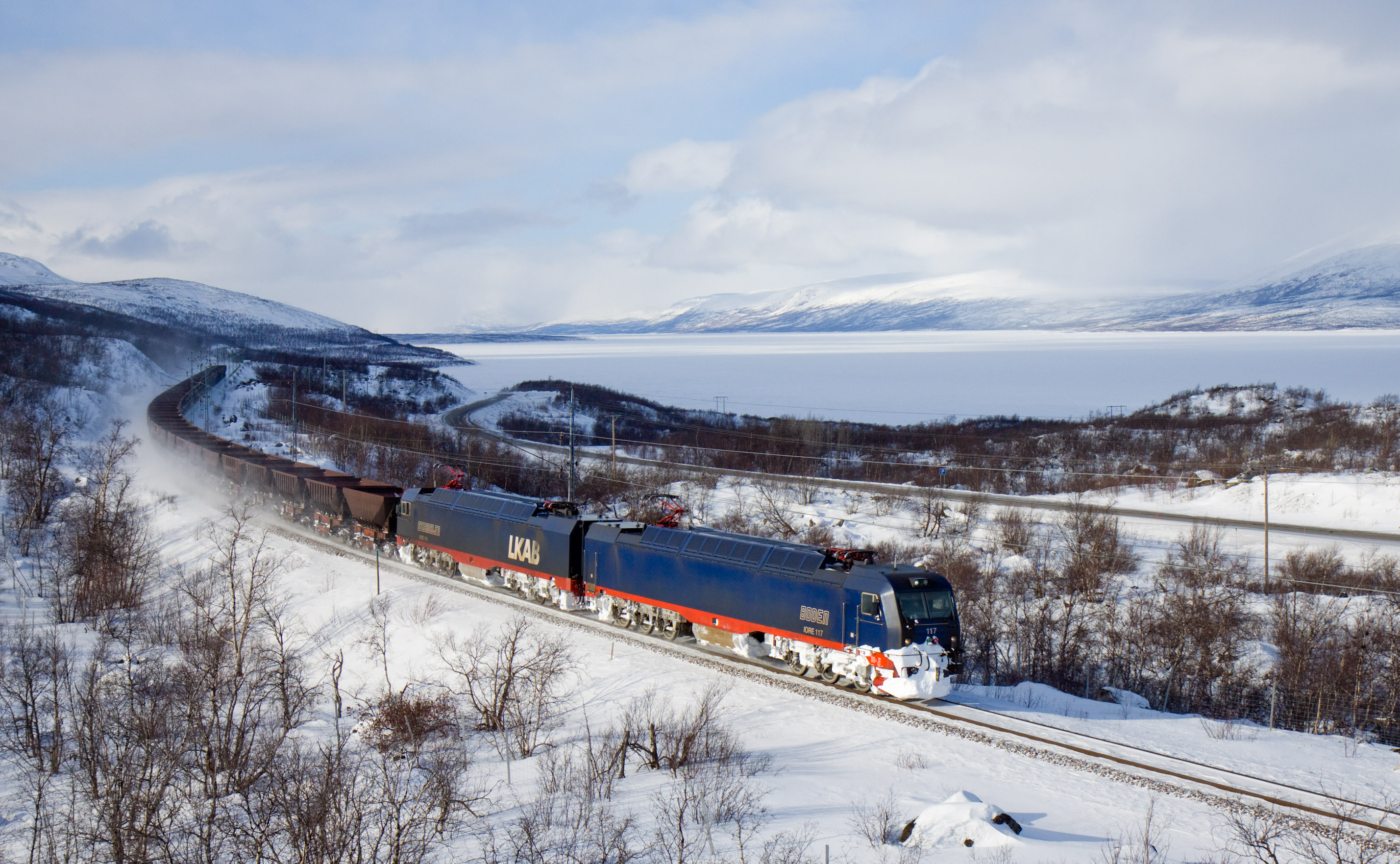
IORE avec des wagons de minerai et lac.
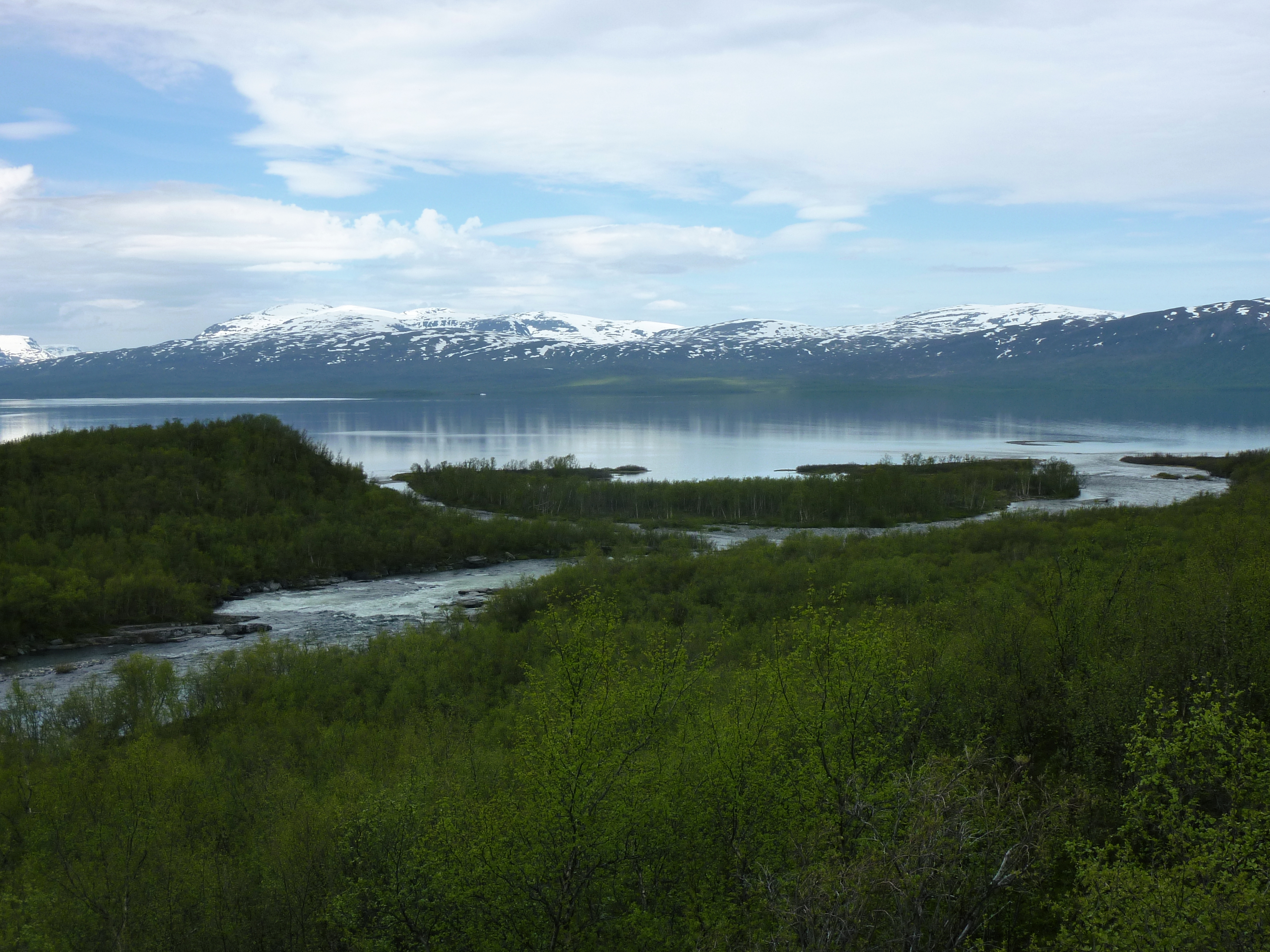
Embouchure de Abiskojåkka et lac Torneträsk près d'Abisko.